# 22697 Mánek
22697 Mánek è un asteroide della fascia principale. Scoperto nel 1998, presenta un'orbita caratterizzata da un semiasse maggiore pari a 2,8038385 UA e da un'eccentricità di 0,0894189, inclinata di 16,58998° rispetto all'eclittica.